# Bagagerum
Bagagerum er den plads i en personbil, der er beregnet til transport af bagage, deraf også navnet. Bagagerummet er typisk bagest i bilen, men i biler med hækmotor er bagagerummet foran. Størrelsen på bagagerummet angives som regel i liter.
I en mellemstor personbil udgør rumfanget af bagagerummet cirka 250-500 liter. I mange bilmodeller kan bagagerummet udvides ved at lægge enten hele eller dele af bagsædet ned.
Bagagerummet kan, udover at benyttes til transport af bagage, også benyttes til andre formål, f.eks. til at opbevare et reservehjul, eller en ekstra gastank ved gasdrevne køretøjer. I varevogne kan bagagerummet desuden indrettes til et særligt formål, f.eks. i forbindelse med udøvelse af erhvervsvirksomhed.
Rækker bagagerummets størrelse ikke kan en tagbagagebærer monteres på bilens tag, eller også kan en trækkrog monteres bag på bilen til at trække en anhænger.